# 2e étape du Tour de France 2024
Pour un article plus général, voir Tour de France 2024.
La 2e étape du Tour de France 2024 se déroule en Italie le dimanche 30 juin 2024 entre Cesenatico et Bologne en Émilie-Romagne, sur une distance de 198,7 kilomètres.

## Parcours
A départ de Cesenatico, au bord de la mer Adriatique, cette deuxième étape parcourt les routes de l'Émilie-Romagne avec un premier tiers ultra plat. À noter un passage sur le circuit d'Imola. Ensuite, le tracé devient plus accidenté et passe une première fois la ligne d'arrivée à Bologne après 164 kilomètres. Les coureurs effectuent alors deux boucles comprenant la côte de San Luca (montée de 1,9 km à une moyenne de 10,6 %) traditionnellement grimpée lors du final du Tour d'Émilie. Le second passage au sommet de cette côte se situe à 11,8 km de l'arrivée.

## Déroulement de la course
Après une rapide bataille pour l’échappée, 11 coureurs réussissent à fausser compagnie au peloton : le porteur du maillot à pois Jonas Abrahamsen, les Français Quentin Pacher (Groupama - FDJ), Axel Laurance (Alpecin-Deceuninck), Kévin Vauquelin (Arkéa-B&B Hotels) et Jordan Jegat (TotalEnergies), l’ancien porteur du maillot jaune Mike Teunissen (Intermarché-Wanty) et son compatriote Bram Welten qui se relève quelques kilomètres plus tard pour soutenir son équipe dsm-firmenich PostNL dans le peloton, le Canadien et ancien vainqueur d’étape sur le Tour, Hugo Houle (Israel-Premier Tech), le Colombien de la Astana Qazaqstan Harold Tejada, le jeune Espagnol Cristian Rodríguez (Arkéa-B&B Hotels) et le coureur de la Movistar Nélson Oliveira.
Juste avant le sprint intermédiaire, trois coureurs du peloton chutent dont deux de la formation néerlandaise Visma-Lease a Bike : Wout van Aert et Matteo Jorgenson et le Belge Laurens De Plus pour la Ineos Grenadiers. Les trois coureurs repartent rapidement et réintègrent le peloton quelques kilomètres plus loin.
Après que le peloton est revenu à 5 minutes des hommes de tête, l’échappée s’envole finalement et compte près de 9 minutes d’avance à 60 kilomètres de l’arrivée. Jordan Jegat place une première attaque dès le début de l’ascension du San Luca et lâche rapidement Hugo Houle. À 900 m du sommet, c’est Axel Laurance qui contre. Dans le peloton, ce sont les Visma-Lease a Bike qui accélèrent, revenant à moins de 4 minutes de la tête de la course. À la bascule de San Luca à 30 km de l’arrivée, il ne reste que six coureurs en tête : Kévin Vauquelin, Cristian Rodríguez, Quentin Pacher, Axel Laurance, Jonas Abrahamsen et Harold Tejada. Malgré ces attaques, les échappées se reforment dans la descente. Dans la seconde ascension de San Luca, Kévin Vauquelin lâche ses compagnons d’échappée pendant que, dans le peloton, Tadej Pogačar s’envole avec Jonas Vingegaard. 
Le Français Kévin Vauquelin s'impose finalement à Bologne, tandis que, pour quelques favoris de l'épreuve, c'est le statu quo : Remco Evenepoel et Richard Carapaz parviennent à revenir sur Pogačar et Vingegaard à quelques mètres de l'arrivée. Pogačar s'empare du maillot jaune avec le même temps qu'Evenepoel, Vingegaard et Carapaz.

## Résultats
Cette section présente les résultats et prix obtenus au cours de l'étape.

### Classement de l'étape
| Classement de la 2e étape | Classement de la 2e étape | Classement de la 2e étape | Classement de la 2e étape | Classement de la 2e étape |
|                           | Coureur                   | Pays                      | Équipe                    | Temps                     |
| ------------------------- | ------------------------- | ------------------------- | ------------------------- | ------------------------- |
| 1er                       | Kévin Vauquelin           | France                    | Arkéa-B&B Hotels          | en 4 h 43 min 42 s        |
| 2e                        | Jonas Abrahamsen          | Norvège                   | Uno-X Mobility            | + 36 s                    |
| 3e                        | Quentin Pacher            | France                    | Groupama-FDJ              | + 49 s                    |
| 4e                        | Cristian Rodríguez        | Espagne                   | Arkéa-B&B Hotels          | + 49 s                    |
| 5e                        | Harold Tejada             | Colombie                  | Astana Qazaqstan Team     | + 49 s                    |
| 6e                        | Nélson Oliveira           | Portugal                  | Movistar Team             | + 50 s                    |
| 7e                        | Axel Laurance             | France                    | Alpecin-Deceuninck        | + 1 min 12 s              |
| 8e                        | Mike Teunissen            | Pays-Bas                  | Intermarché-Wanty         | + 1 min 33 s              |
| 9e                        | Hugo Houle                | Canada                    | Israel-Premier Tech       | + 1 min 36 s              |
| 10e                       | Richard Carapaz           | Équateur                  | EF Education-EasyPost     | + 2 min 21 s              |
| modifier                  |                           |                           |                           |                           |

### Bonifications en temps
|   | Coureur          | Pays     | Équipe                | Secondes |
| - | ---------------- | -------- | --------------------- | -------- |
| 1 | Kévin Vauquelin  | France   | Arkéa-B&B Hotels      | 8 s      |
| 2 | Jonas Abrahamsen | Norvège  | Uno-X Mobility        | 5 s      |
| 3 | Harold Tejada    | Colombie | Astana Qazaqstan Team | 2 s      |

|   | Coureur          | Pays    | Équipe           | Secondes |
| - | ---------------- | ------- | ---------------- | -------- |
| 1 | Kévin Vauquelin  | France  | Arkéa-B&B Hotels | 10 s     |
| 2 | Jonas Abrahamsen | Norvège | Uno-X Mobility   | 6 s      |
| 3 | Quentin Pacher   | France  | Groupama-FDJ     | 4 s      |

### Points attribués
| Sprint intermédiaire Dozza (km 108,1) | Sprint intermédiaire Dozza (km 108,1) | Sprint intermédiaire Dozza (km 108,1) | Sprint intermédiaire Dozza (km 108,1) | Sprint intermédiaire Dozza (km 108,1) |
| ------------------------------------- | ------------------------------------- | ------------------------------------- | ------------------------------------- | ------------------------------------- |
|                                       | Coureur                               | Pays                                  | Équipe                                | Point(s)                              |
| 1er                                   | Jonas Abrahamsen                      | Norvège                               | Uno-X Mobility                        | 20                                    |
| 2e                                    | Harold Tejada                         | Colombie                              | Astana Qazaqstan Team                 | 17                                    |
| 3e                                    | Quentin Pacher                        | France                                | Groupama-FDJ                          | 15                                    |
| 4e                                    | Nélson Oliveira                       | Portugal                              | Movistar Team                         | 13                                    |
| 5e                                    | Hugo Houle                            | Canada                                | Israel-Premier Tech                   | 11                                    |
| 6e                                    | Kévin Vauquelin                       | France                                | Arkéa-B&B Hotels                      | 10                                    |
| 7e                                    | Mike Teunissen                        | Pays-Bas                              | Intermarché-Wanty                     | 9                                     |
| 8e                                    | Carlos Rodríguez                      | Espagne                               | Ineos Grenadiers                      | 8                                     |
| 9e                                    | Axel Laurance                         | France                                | Alpecin-Deceuninck                    | 7                                     |
| 10e                                   | Jordan Jegat                          | France                                | TotalEnergies                         | 6                                     |
| 11e                                   | Arnaud Démare                         | France                                | Arkéa-B&B Hotels                      | 5                                     |
| 12e                                   | Bryan Coquard                         | France                                | Cofidis                               | 4                                     |
| 13e                                   | Biniam Girmay                         | Érythrée                              | Intermarché-Wanty                     | 3                                     |
| 14e                                   | Mads Pedersen                         | Danemark                              | Lidl-Trek                             | 2                                     |
| 15e                                   | Jasper Philipsen                      | Belgique                              | Alpecin-Deceuninck                    | 1                                     |
| modifier                              |                                       |                                       |                                       |                                       |

| Arrivée d'étape Bologne - 3e passage sur la ligne (km 199,2) | Arrivée d'étape Bologne - 3e passage sur la ligne (km 199,2) | Arrivée d'étape Bologne - 3e passage sur la ligne (km 199,2) | Arrivée d'étape Bologne - 3e passage sur la ligne (km 199,2) | Arrivée d'étape Bologne - 3e passage sur la ligne (km 199,2) |
| ------------------------------------------------------------ | ------------------------------------------------------------ | ------------------------------------------------------------ | ------------------------------------------------------------ | ------------------------------------------------------------ |
|                                                              | Coureur                                                      | Pays                                                         | Équipe                                                       | Point(s)                                                     |
| 1er                                                          | Kévin Vauquelin                                              | France                                                       | Arkéa-B&B Hotels                                             | 50                                                           |
| 2e                                                           | Jonas Abrahamsen                                             | Norvège                                                      | Uno-X Mobility                                               | 30                                                           |
| 3e                                                           | Quentin Pacher                                               | France                                                       | Groupama-FDJ                                                 | 20                                                           |
| 4e                                                           | Cristian Rodríguez                                           | Espagne                                                      | Arkéa-B&B Hotels                                             | 18                                                           |
| 5e                                                           | Harold Tejada                                                | Colombie                                                     | Astana Qazaqstan Team                                        | 16                                                           |
| 6e                                                           | Nélson Oliveira                                              | Portugal                                                     | Movistar Team                                                | 14                                                           |
| 7e                                                           | Axel Laurance                                                | France                                                       | Alpecin-Deceuninck                                           | 12                                                           |
| 8e                                                           | Mike Teunissen                                               | Pays-Bas                                                     | Intermarché-Wanty                                            | 10                                                           |
| 9e                                                           | Hugo Houle                                                   | Canada                                                       | Israel-Premier Tech                                          | 8                                                            |
| 10e                                                          | Richard Carapaz                                              | Équateur                                                     | EF Education-EasyPost                                        | 7                                                            |
| 11e                                                          | Jordan Jegat                                                 | France                                                       | TotalEnergies                                                | 6                                                            |
| 12e                                                          | Remco Evenepoel                                              | Belgique                                                     | Soudal Quick-Step                                            | 5                                                            |
| 13e                                                          | Jonas Vingegaard                                             | Danemark                                                     | Team Visma-Lease a Bike                                      | 4                                                            |
| 14e                                                          | Tadej Pogačar                                                | Slovénie                                                     | UAE Team Emirates                                            | 3                                                            |
| 15e                                                          | Giulio Ciccone                                               | Italie                                                       | Lidl-Trek                                                    | 2                                                            |
| modifier                                                     |                                                              |                                                              |                                                              |                                                              |

### Cols et côtes
| Côte de Monticino (km 74) 3e catégorie (2,0 km à 7,5 %) | Côte de Monticino (km 74) 3e catégorie (2,0 km à 7,5 %) | Côte de Monticino (km 74) 3e catégorie (2,0 km à 7,5 %) | Côte de Monticino (km 74) 3e catégorie (2,0 km à 7,5 %) | Côte de Monticino (km 74) 3e catégorie (2,0 km à 7,5 %) |
| ------------------------------------------------------- | ------------------------------------------------------- | ------------------------------------------------------- | ------------------------------------------------------- | ------------------------------------------------------- |
|                                                         | Coureur                                                 | Pays                                                    | Équipe                                                  | Point(s)                                                |
| 1er                                                     | Jonas Abrahamsen                                        | Norvège                                                 | Uno-X Mobility                                          | 2                                                       |
| 2e                                                      | Hugo Houle                                              | Canada                                                  | Israel-Premier Tech                                     | 1                                                       |
| modifier                                                |                                                         |                                                         |                                                         |                                                         |

| Côte de Gallisterna (km 88,8) 3e catégorie (1,2 km à 12,8 %) | Côte de Gallisterna (km 88,8) 3e catégorie (1,2 km à 12,8 %) | Côte de Gallisterna (km 88,8) 3e catégorie (1,2 km à 12,8 %) | Côte de Gallisterna (km 88,8) 3e catégorie (1,2 km à 12,8 %) | Côte de Gallisterna (km 88,8) 3e catégorie (1,2 km à 12,8 %) |
| ------------------------------------------------------------ | ------------------------------------------------------------ | ------------------------------------------------------------ | ------------------------------------------------------------ | ------------------------------------------------------------ |
|                                                              | Coureur                                                      | Pays                                                         | Équipe                                                       | Point(s)                                                     |
| 1er                                                          | Jonas Abrahamsen                                             | Norvège                                                      | Uno-X Mobility                                               | 2                                                            |
| 2e                                                           | Cristian Rodríguez                                           | Espagne                                                      | Arkéa-B&B Hotels                                             | 1                                                            |
| modifier                                                     |                                                              |                                                              |                                                              |                                                              |

| Côte de Botteghino di Zocca (km 139) 4e catégorie (1,9 km à 6,9 %) | Côte de Botteghino di Zocca (km 139) 4e catégorie (1,9 km à 6,9 %) | Côte de Botteghino di Zocca (km 139) 4e catégorie (1,9 km à 6,9 %) | Côte de Botteghino di Zocca (km 139) 4e catégorie (1,9 km à 6,9 %) | Côte de Botteghino di Zocca (km 139) 4e catégorie (1,9 km à 6,9 %) |
| ------------------------------------------------------------------ | ------------------------------------------------------------------ | ------------------------------------------------------------------ | ------------------------------------------------------------------ | ------------------------------------------------------------------ |
|                                                                    | Coureur                                                            | Pays                                                               | Équipe                                                             | Point(s)                                                           |
| 1er                                                                | Jonas Abrahamsen                                                   | Norvège                                                            | Uno-X Mobility                                                     | 1                                                                  |
| modifier                                                           |                                                                    |                                                                    |                                                                    |                                                                    |

| Côte de Montecalvo (km 151,2) 3e catégorie (2,7 km à 7,7 %) | Côte de Montecalvo (km 151,2) 3e catégorie (2,7 km à 7,7 %) | Côte de Montecalvo (km 151,2) 3e catégorie (2,7 km à 7,7 %) | Côte de Montecalvo (km 151,2) 3e catégorie (2,7 km à 7,7 %) | Côte de Montecalvo (km 151,2) 3e catégorie (2,7 km à 7,7 %) |
| ----------------------------------------------------------- | ----------------------------------------------------------- | ----------------------------------------------------------- | ----------------------------------------------------------- | ----------------------------------------------------------- |
|                                                             | Coureur                                                     | Pays                                                        | Équipe                                                      | Point(s)                                                    |
| 1er                                                         | Jonas Abrahamsen                                            | Norvège                                                     | Uno-X Mobility                                              | 2                                                           |
| 2e                                                          | Cristian Rodríguez                                          | Espagne                                                     | Arkéa-B&B Hotels                                            | 1                                                           |
| modifier                                                    |                                                             |                                                             |                                                             |                                                             |

| Côte de San Luca - 1er passage (km 168,3) 3e catégorie (1,9 km à 10,6 %) | Côte de San Luca - 1er passage (km 168,3) 3e catégorie (1,9 km à 10,6 %) | Côte de San Luca - 1er passage (km 168,3) 3e catégorie (1,9 km à 10,6 %) | Côte de San Luca - 1er passage (km 168,3) 3e catégorie (1,9 km à 10,6 %) | Côte de San Luca - 1er passage (km 168,3) 3e catégorie (1,9 km à 10,6 %) |
| ------------------------------------------------------------------------ | ------------------------------------------------------------------------ | ------------------------------------------------------------------------ | ------------------------------------------------------------------------ | ------------------------------------------------------------------------ |
|                                                                          | Coureur                                                                  | Pays                                                                     | Équipe                                                                   | Point(s)                                                                 |
| 1er                                                                      | Jonas Abrahamsen                                                         | Norvège                                                                  | Uno-X Mobility                                                           | 2                                                                        |
| 2e                                                                       | Cristian Rodríguez                                                       | Espagne                                                                  | Arkéa-B&B Hotels                                                         | 1                                                                        |
| modifier                                                                 |                                                                          |                                                                          |                                                                          |                                                                          |

| Côte de San Luca - 2e passage (km 186,6) 3e catégorie (1,9 km à 10,6 %) | Côte de San Luca - 2e passage (km 186,6) 3e catégorie (1,9 km à 10,6 %) | Côte de San Luca - 2e passage (km 186,6) 3e catégorie (1,9 km à 10,6 %) | Côte de San Luca - 2e passage (km 186,6) 3e catégorie (1,9 km à 10,6 %) | Côte de San Luca - 2e passage (km 186,6) 3e catégorie (1,9 km à 10,6 %) |
| ----------------------------------------------------------------------- | ----------------------------------------------------------------------- | ----------------------------------------------------------------------- | ----------------------------------------------------------------------- | ----------------------------------------------------------------------- |
|                                                                         | Coureur                                                                 | Pays                                                                    | Équipe                                                                  | Point(s)                                                                |
| 1er                                                                     | Kévin Vauquelin                                                         | France                                                                  | Arkéa-B&B Hotels                                                        | 2                                                                       |
| 2e                                                                      | Jonas Abrahamsen                                                        | Norvège                                                                 | Uno-X Mobility                                                          | 1                                                                       |
| modifier                                                                |                                                                         |                                                                         |                                                                         |                                                                         |

### Prix de la combativité
- Jonas Abrahamsen  (Uno-X Mobility)

## Classements à l'issue de l'étape
Cette section présente le classement général et les différents classements annexes à l'issue de l'étape.

### Classement général
À égalité de temps, Tadej Pogačar, Remco Evenepoel, Jonas Vingegaard et Richard Carapaz sont départagés par l'addition des places obtenues à chaque étape.
| Classement général | Classement général | Classement général | Classement général        | Classement général |
|                    | Coureur            | Pays               | Équipe                    | Temps              |
| ------------------ | ------------------ | ------------------ | ------------------------- | ------------------ |
| 1er                | Tadej Pogačar      | Slovénie           | UAE Team Emirates         | en 9 h 53 min 30 s |
| 2e                 | Remco Evenepoel    | Belgique           | Soudal Quick-Step         | + 0 s              |
| 3e                 | Jonas Vingegaard   | Danemark           | Team Visma-Lease a Bike   | + 0 s              |
| 4e                 | Richard Carapaz    | Équateur           | EF Education-EasyPost     | + 0 s              |
| 5e                 | Romain Bardet      | France             | Team dsm-firmenich PostNL | + 6 s              |
| 6e                 | Maxim Van Gils     | Belgique           | Lotto Dstny               | + 21 s             |
| 7e                 | Egan Bernal        | Colombie           | Ineos Grenadiers          | + 21 s             |
| 8e                 | Pello Bilbao       | Espagne            | Bahrain Victorious        | + 21 s             |
| 9e                 | Tom Pidcock        | Royaume-Uni        | Ineos Grenadiers          | + 21 s             |
| 10e                | Giulio Ciccone     | Italie             | Lidl-Trek                 | + 21 s             |
| modifier           |                    |                    |                           |                    |

| Classement par points | Classement par points | Classement par points | Classement par points     | Classement par points |
| --------------------- | --------------------- | --------------------- | ------------------------- | --------------------- |
|                       | Coureur               | Pays                  | Équipe                    | Point(s)              |
| 1er                   | Jonas Abrahamsen      | Norvège               | Uno-X Mobility            | 67 points             |
| 2e                    | Kévin Vauquelin       | France                | Arkéa-B&B Hotels          | 60 pts                |
| 3e                    | Quentin Pacher        | France                | Groupama-FDJ              | 35 pts                |
| 4e                    | Frank van den Broek   | Pays-Bas              | Team dsm-firmenich PostNL | 33 pts                |
| 5e                    | Harold Tejada         | Colombie              | Astana Qazaqstan Team     | 33 pts                |
| 6e                    | Romain Bardet         | France                | Team dsm-firmenich PostNL | 30 pts                |
| 7e                    | Nélson Oliveira       | Portugal              | Movistar Team             | 27 pts                |
| 8e                    | Cristian Rodríguez    | Espagne               | Arkéa-B&B Hotels          | 26 pts                |
| 9e                    | Tadej Pogačar         | Slovénie              | UAE Team Emirates         | 22 pts                |
| 10e                   | Wout van Aert         | Belgique              | Team Visma-Lease a Bike   | 22 pts                |
| modifier              |                       |                       |                           |                       |

| Classement du meilleur grimpeur | Classement du meilleur grimpeur | Classement du meilleur grimpeur | Classement du meilleur grimpeur | Classement du meilleur grimpeur |
| ------------------------------- | ------------------------------- | ------------------------------- | ------------------------------- | ------------------------------- |
|                                 | Coureur                         | Pays                            | Équipe                          | Point(s)                        |
| 1er                             | Jonas Abrahamsen                | Norvège                         | Uno-X Mobility                  | 23 points                       |
| 2e                              | Valentin Madouas                | France                          | Groupama-FDJ                    | 11 pts                          |
| 3e                              | Frank van den Broek             | Pays-Bas                        | Team dsm-firmenich PostNL       | 9 pts                           |
| 4e                              | Ion Izagirre                    | Espagne                         | Cofidis                         | 8 pts                           |
| 5e                              | Romain Bardet                   | France                          | Team dsm-firmenich PostNL       | 3 pts                           |
| 6e                              | Cristian Rodríguez              | Espagne                         | Arkéa-B&B Hotels                | 3 pts                           |
| 7e                              | Kévin Vauquelin                 | France                          | Arkéa-B&B Hotels                | 2 pts                           |
| 8e                              | Hugo Houle                      | Canada                          | Israel-Premier Tech             | 1 pt                            |
| 9e                              | Matej Mohorič                   | Slovénie                        | Bahrain Victorious              | 1 pt                            |
| modifier                        |                                 |                                 |                                 |                                 |

| Classement général du meilleur jeune | Classement général du meilleur jeune | Classement général du meilleur jeune | Classement général du meilleur jeune | Classement général du meilleur jeune |
|                                      | Coureur                              | Pays                                 | Équipe                               | Temps                                |
| ------------------------------------ | ------------------------------------ | ------------------------------------ | ------------------------------------ | ------------------------------------ |
| 1er                                  | Remco Evenepoel                      | Belgique                             | Soudal Quick-Step                    | en 9 h 53 min 30 s                   |
| 2e                                   | Maxim Van Gils                       | Belgique                             | Lotto Dstny                          | + 21 s                               |
| 3e                                   | Tom Pidcock                          | Royaume-Uni                          | Ineos Grenadiers                     | + 21 s                               |
| 4e                                   | Carlos Rodríguez                     | Espagne                              | Ineos Grenadiers                     | + 21 s                               |
| 5e                                   | Matteo Jorgenson                     | États-Unis                           | Team Visma-Lease a Bike              | + 21 s                               |
| 6e                                   | Juan Ayuso                           | Espagne                              | UAE Team Emirates                    | + 21 s                               |
| 7e                                   | Santiago Buitrago                    | Colombie                             | Bahrain Victorious                   | + 1 min 11 s                         |
| 8e                                   | Ilan Van Wilder                      | Belgique                             | Soudal Quick-Step                    | + 1 min 22 s                         |
| 9e                                   | Javier Romo                          | Espagne                              | Movistar Team                        | + 1 min 22 s                         |
| 10e                                  | Oscar Onley                          | Royaume-Uni                          | Team dsm-firmenich PostNL            | + 2 min 31 s                         |
| modifier                             |                                      |                                      |                                      |                                      |

| Classement par équipes | Classement par équipes    | Classement par équipes | Classement par équipes |
|                        | Équipe                    | Pays                   | Temps                  |
| ---------------------- | ------------------------- | ---------------------- | ---------------------- |
| 1re                    | Movistar Team             | Espagne                | en 29 h 40 min 42 s    |
| 2e                     | UAE Team Emirates         | Émirats arabes unis    | + 30 s                 |
| 3e                     | Ineos Grenadiers          | Royaume-Uni            | + 51 s                 |
| 4e                     | Red Bull-Bora-Hansgrohe   | Allemagne              | + 51 s                 |
| 5e                     | Soudal Quick-Step         | Belgique               | + 1 min 31 s           |
| 6e                     | Bahrain Victorious        | Bahreïn                | + 2 min 42 s           |
| 7e                     | EF Education-EasyPost     | États-Unis             | + 3 min 41 s           |
| 8e                     | Team dsm-firmenich PostNL | Pays-Bas               | + 5 min 1 s            |
| 9e                     | Team Visma-Lease a Bike   | Pays-Bas               | + 5 min 47 s           |
| 10e                    | Lidl-Trek                 | États-Unis             | + 7 min 4 s            |
| modifier               |                           |                        |                        |

## Abandons
Aucun coureur n'a abandonné.